# Гюттингер, Аугуст
А́угуст Гю́ттингер (нем. August Güttinger; 10 июля 1892 года — ноябрь 1970 года) — швейцарский гимнаст, двукратный олимпийский чемпион.

## Спортивные достижения
Аугуст Гюттингер принимал участие в соревнованиях по спортивной гимнастике налетних Олимпийских играх 1924 и 1928 годов. В 1924 году завоевал бронзовые медали в упражнениях в лазании по канату и командных соревнованиях. Завоевал золотую медаль в командных соревнованиях на летних Олимпийских играх 1928 года в Амстердаме и в 1924 году — в упражнениях на брусьях.
На Олимпийских играх 1924 года в Париже его лучшим достижением в индивидуальных соревнованиях было 5-е место в упражнениях на коне, в личном многоборье он занял 16-е место.
На Олимпийских играх 1928 года в Амстердаме его лучшим достижением в индивидуальных соревнованиях было 8-е место в упражнениях на коне и на перекладине, в личном многоборье он занял 7-е место.